# Pully
Pully je město na jihozápadě Švýcarska, v okrese Lavaux-Oron v kantonu Vaud. Žije zde přibližně 18 tisíc obyvatel.

## Geografie

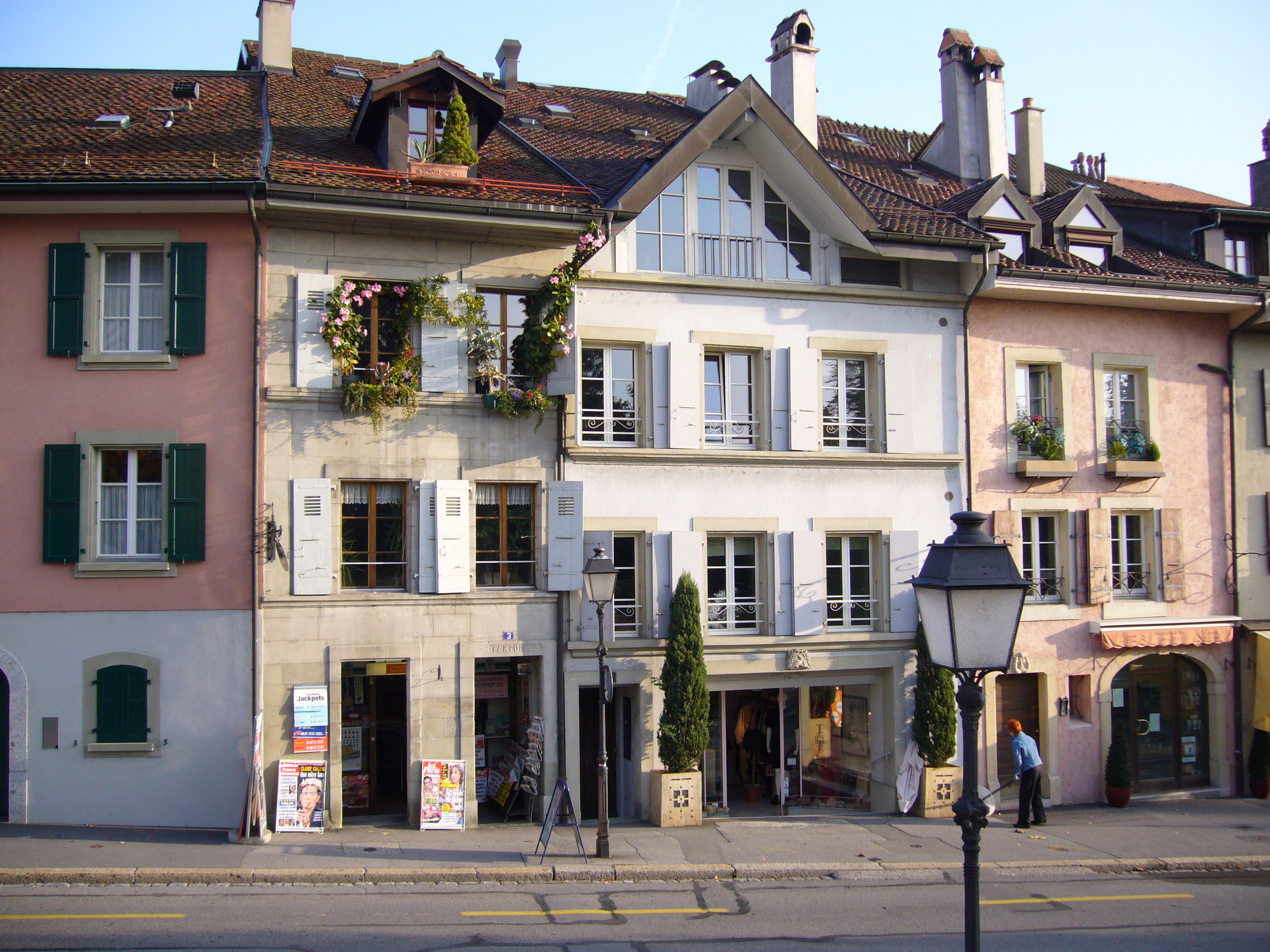
Centrum města

Pully leží v nadmořské výšce 426 m, vzdušnou čarou 2,5 km jihovýchodně od hlavního města kantonu, Lausanne. Město je v podstatě východním předměstím Lausanne a nachází se v panoramatické poloze na terase nad severním břehem Ženevského jezera a na nižších jižních svazích pahorkatiny Jorat ve střední části kantonu Vaud.
Území obce o rozloze 5,8 km² zahrnuje část na severním břehu Ženevského jezera. Území obce se rozprostírá od břehu jezera směrem na sever přes úzký pás pobřeží a terénní terasu Pully i po přilehlých svazích. Západní hranici tvoří údolí potoka Vuachère, na východě probíhá hranice podél řeky Paudèze, která rozděluje svah s hlubokým údolím. V úzkém pásu zasahuje území obce na severovýchodě přes les Bois de la Chanaula na svah Monts de Pully, který je na jihovýchodě ohraničen údolími Paudèze a na severozápadě Chandelar. Nejvyšší nadmořská výška Pully 802 m n. m. se nachází západně od Claie aux Moines. V roce 1997 pokrývala 54 % rozlohy obce zastavěná plocha, 25 % lesy a lesní porosty, 20 % zemědělství a o něco méně než 1 % neproduktivní půda.
K Pully patří osady Chamblandes (380 m n. m.) na břehu jezera, La Rosiaz (580 m n. m.) na svazích nad Pully a roztroušená osada Monts de Pully (723 m n. m.) na horních svazích Joratu. Sousedními obcemi Pully jsou Lausanne na západě a severu, Savigny na severovýchodě, Belmont-sur-Lausanne na východě a Paudex na jihovýchodě. Přes Ženevské jezero sousedí také s francouzskou obcí Lugrin.

## Historie

Letecký pohled (1919)

Pully má velmi dlouhou tradicí osídlení. Nejstarší doklady osídlení pocházejí z období neolitu. Z tohoto období pocházejí kamenné cistové hroby v Chamblandes-Vernay se 48 vykopávkami lidských koster. Chamblandes dalo jméno kamenným budovám určitého typu, které se stavěly v západním Švýcarsku mezi lety 4300 a 3300 př. n. l. (kamenné budovy typu Chamblandes). Z římské doby se dochovaly také významné pozůstatky vily.
První zmínka o obci pochází z roku 994 a nese název Pulliacum. Ve 12. století se objevil pravopisný název Polliacum, po němž následovala řada dalších názvů: Puliei a Pulie (1142), Puliacum (1155), Pauliei (1178), Pulli (1198), Pullie (1223), Pullis, Villa Puliaco ve 13. století, Pollie (1250), Pullyez a Pullye (1368) a Pulliez (1377). Místní jméno pochází z římského osobního jména Pollius; majitel římské vily v Pully se totiž jmenoval Pollius.
Od 10. století vlastnilo bohaté pozemky v Pully opatství Saint-Maurice. Ten později přešel na klášter Payerne. Vesnice spadala pod jurisdikci biskupa z Lausanne. Po dobytí Vaudu Bernem v roce 1536 přešlo Pully pod správu lausannského biskupství. Po pádu Staré konfederace patřila obec v letech 1798–1803 v období Helvétské republiky ke kantonu Léman, který byl poté po vstupu v platnost Ústavy o zprostředkování sloučen s kantonem Vaud. V roce 1798 byla přiřazena k okresu Lausanne.

## Obyvatelstvo
| Rok            | 1850 | 1900 | 1910 | 1930 | 1950 | 1960   | 1970   | 1980   | 1990   | 2000   |
| Počet obyvatel | 1113 | 2339 | 3453 | 5075 | 6989 | 12 505 | 15 917 | 14 988 | 15 612 | 16 034 |

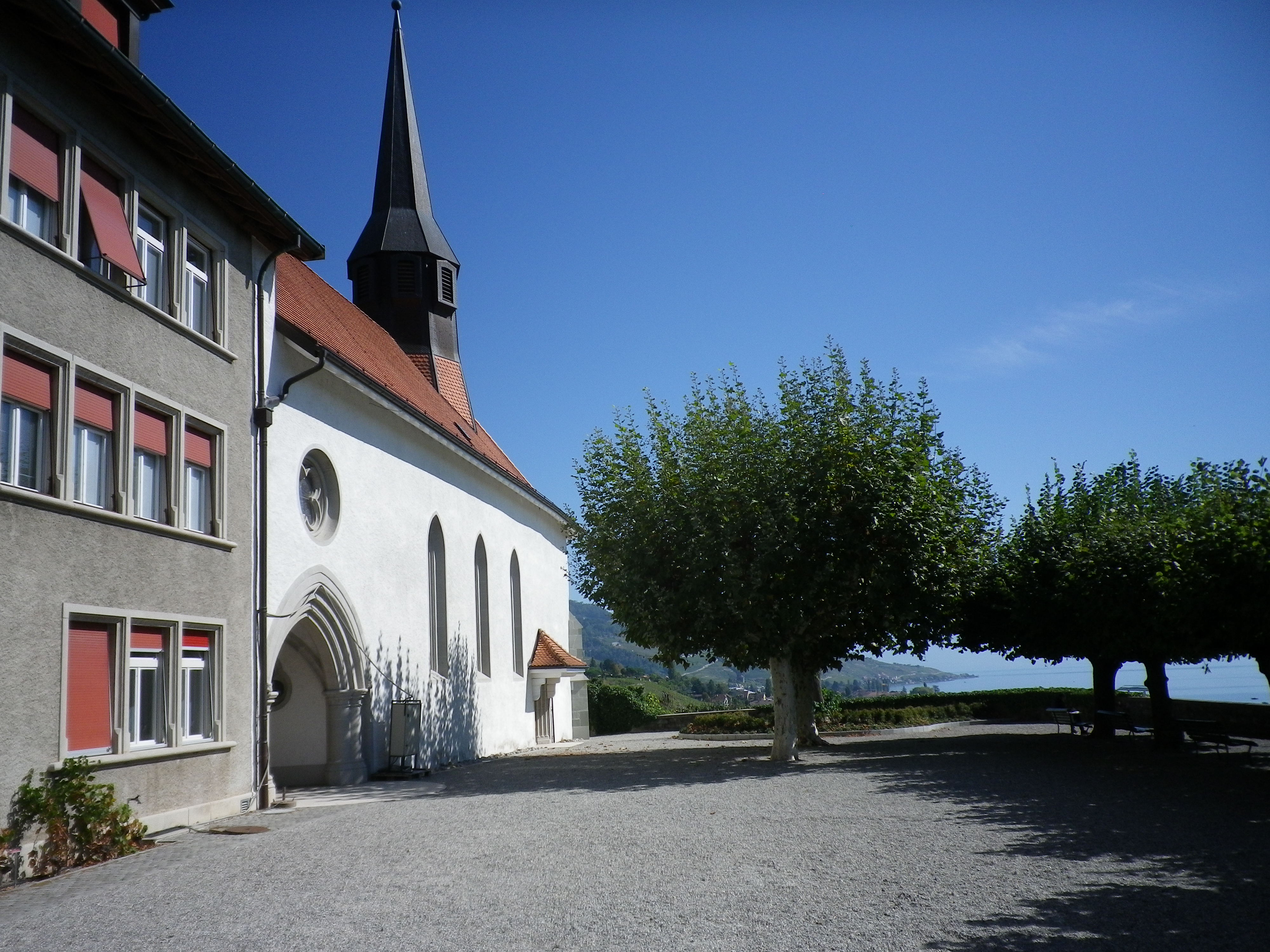
Reformovaný kostel v Pully

Z celkového počtu obyvatel je 82,8 % francouzsky mluvících, 4,8 % německy mluvících a 2,8 % italsky mluvících (stav v roce 2000). V roce 1900 žilo v Pully celkem 2339 obyvatel. Po velmi výrazném nárůstu počtu obyvatel od počátku 20. století, zejména v letech 1950–1960, byl první vrchol zaznamenán kolem roku 1970. V důsledku hospodářské krize v 70. letech 20. století spojené s odchodem zahraničních pracovních sil počet obyvatel v následujícím desetiletí klesl o 1000 osob. Od té doby počet obyvatel pomalu, ale trvale roste. Dolní část obce je nyní z velké části zastavěna a zbývá v ní poměrně málo půdy. Osídlená oblast Pully se plynule rozrostla společně s obcemi Lausanne a Paudex.
K římskokatolické církvi se v roce 2000 hlásilo 37,1 % obyvatel, ke švýcarské reformované církvi 35,7 % obyvatel. V roce 2008 žilo ve městě 27,3 % obyvatel cizí státní příslušnosti.

## Hospodářství
Pully bylo až do začátku 20. století spíše venkovskou obcí. Tehdy se na svazích kolem centra obce pěstovalo víno, které bylo v roce 1915 nahrazeno pěstováním zeleniny. Dnes zde zůstalo jen několik malých vinic. Primární sektor nemá ve struktuře zaměstnanosti obyvatel téměř žádný význam.
Vzhledem k poloze přímo na hranicích města Lausanne se tlak na osídlení Pully výrazně zvýšil již v roce 1900. V důsledku toho se bývalá vinařská obec vyvinula v rezidenční předměstí Lausanne. Svahy kolem starého centra města byly zastavěny bytovými domy, rodinnými domy a vilami a zemědělské zóny byly odsouvány stále více do pozadí. Na rozdíl od ostatních obcí sousedících s Lausanne se v Pully nenachází žádná velká průmyslová nebo obchodní zóna. Mezi významné podniky patří Tetra Pak International SA a Assura. Většina pracovní síly v Pully (přibližně 80 %) je zaměstnána v sektoru služeb.
Pully má lodní přístav u Ženevského jezera a rekreační oblast podél břehu jezera. První koupaliště v obci bylo otevřeno v roce 1913.

## Doprava

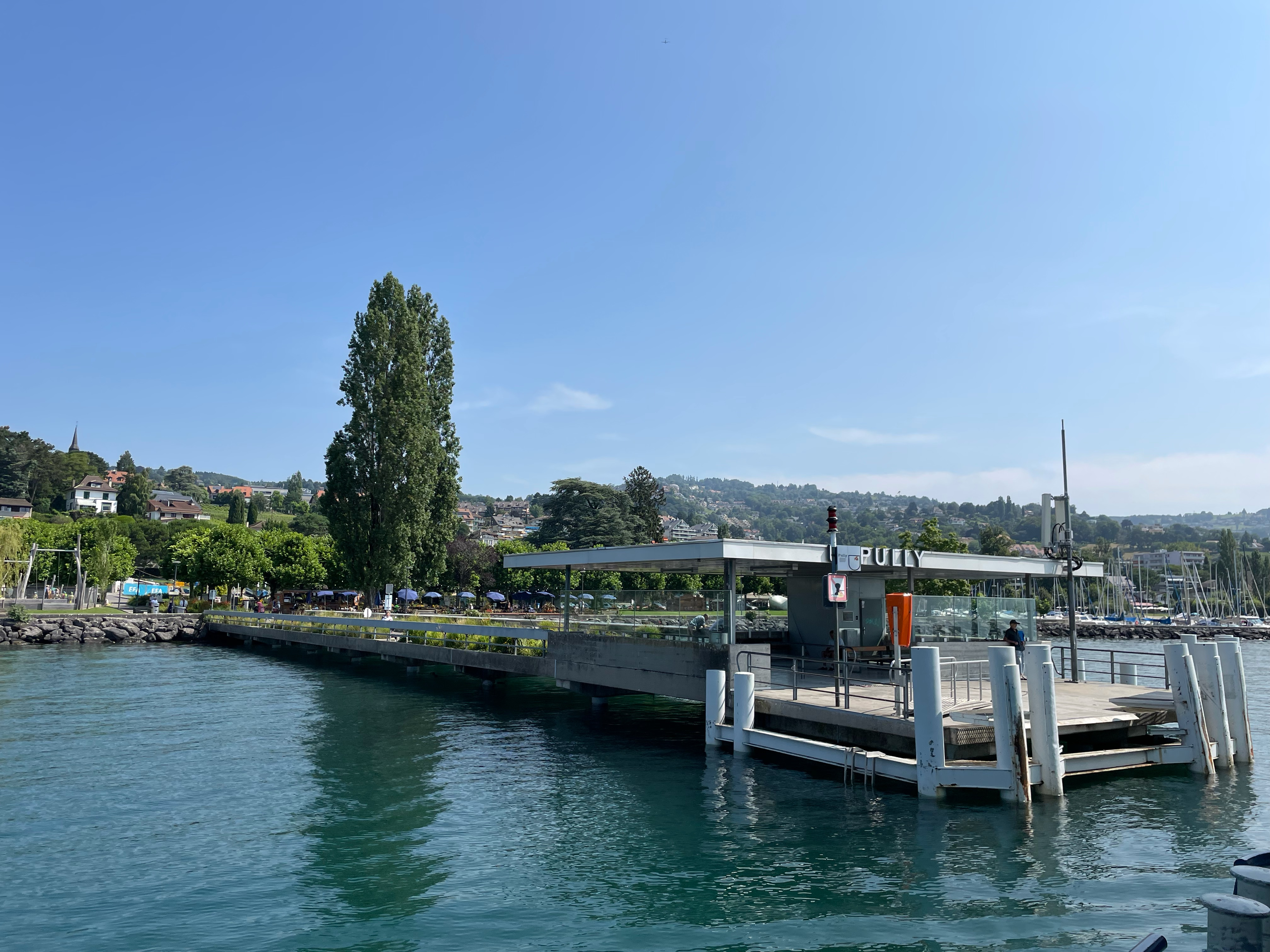
Lodní přístaviště v Pully

Obec má dobré dopravní spojení. Leží na hlavní silnici č. 9, která vede z Lausanne podél břehu jezera přes Vevey a Montreux do Valais. Do Pully se lze snadno dostat přes dálniční křižovatky Lausanne-Vennes a Belmont na dálnici A9 (Lausanne-Sion), která byla otevřena v roce 1974.
Úsek železniční trati Lausanne–Villeneuve (Simplonská dráha) z Lausanne do kantonu Valais byl otevřen 2. dubna 1861. Přibližně o rok a půl později, 4. září 1862, byla zprovozněna také železniční trať Lausanne–Bern, která prochází horní částí obce. Pully má železniční stanici na obou tratích (Pully/Pully Nord). Obcí jezdí trolejbusová linka z Lausanne a několik autobusových linek provozovaných společností Transports publics de la région Lausannoise. Pully je také obsluhováno sítí lodní dopravy na Ženevském jezeře.

## Partnerská města
- Obernai